# Gil D'Heygere
Gil D'Heygere, né le 30 mars 1998 à Zulte, est un coureur cycliste belge.

## Palmarès et résultats

### Palmarès par année
- 2014
  -  Champion de Belgique débutants 2e année
- 2016
  - 3e du championnat de Belgique de l'américaine juniors
  - 3e du championnat de Belgique du contre-la-montre par équipes juniors
- 2017
  - Zandberg Classic
- 2018
  - Champion de Flandre-Orientale sur route espoirs
  - Trophée de Flandre-Orientale
- 2021
  - 3e du Grand Prix de la Somme
  - 3e de la Wingene Koers
- 2025
  - 2e du championnat de Flandre-Orientale sur route
  - 3e du championnat de Belgique élites sans contrat

### Classements mondiaux
| Année                                 | 2020  | 2021 | 2022  | 2023  | 2024  |
| ------------------------------------- | ----- | ---- | ----- | ----- | ----- |
| Classement mondial                    | 1614e | 488e | 1440e | 1428e | 2722e |
| UCI Europe Tour                       | 1199e | 394e | 979e  | nc    | nc    |
|                                       |       |      |       |       |       |
| Légende : nc = non classéSource : UCI |       |      |       |       |       |